# ニブマイスター
ニブマイスター（Nibmeister）とは、万年筆におけるペン先の修理と調整を専門とする職人。

## 有名なニブマイスター
- Richard Binder
- John Mottishaw
- Greg Minuskin
- Tony Qualls
- 長原宣義[1]
- 田中晴美[2]